# Liste der venezolanischen Botschafter in Russland

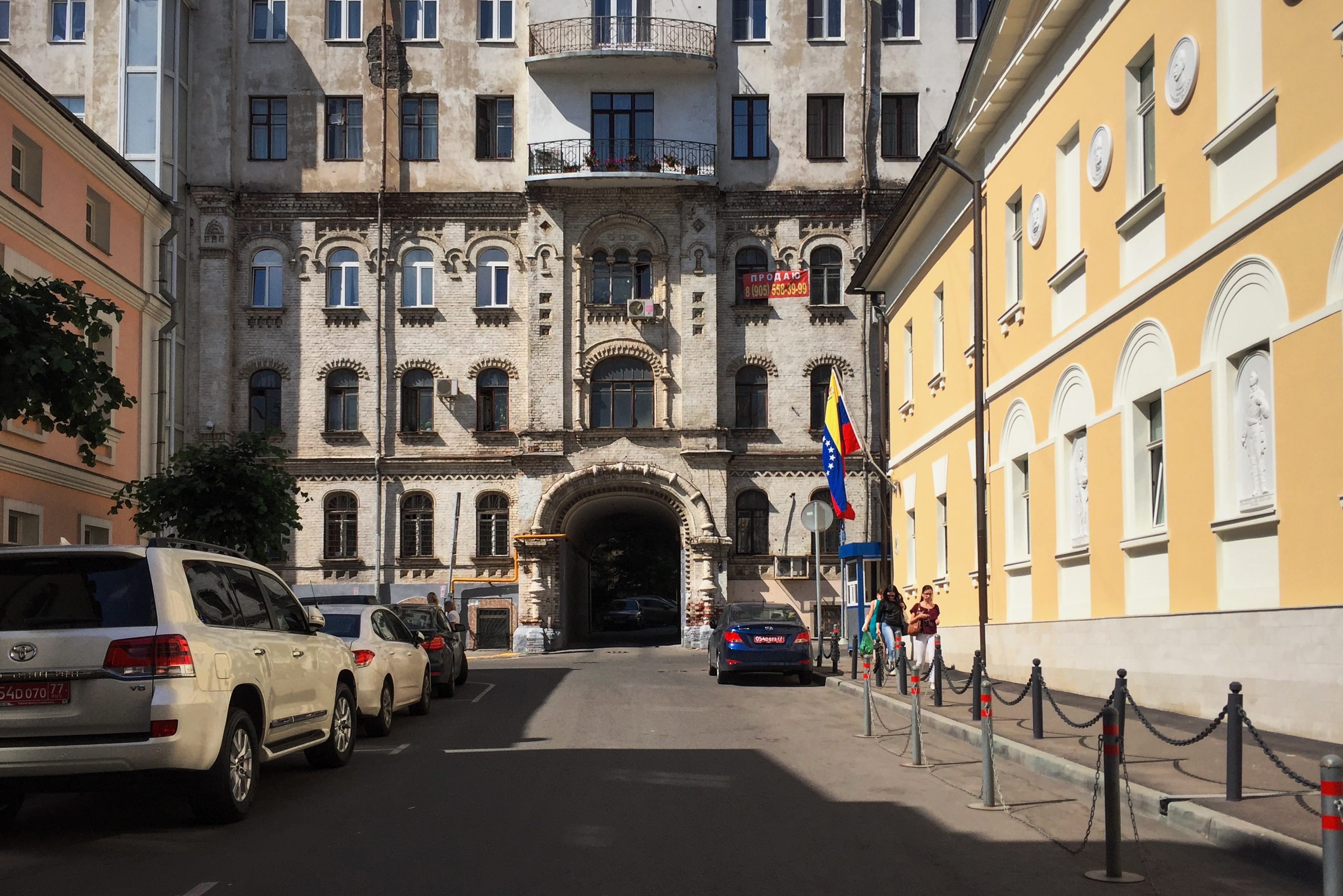
Die venezolanische Botschaft befindet sich in der 2nd Troitsky Pereulok 4, in Moskau.

Die venezolanische Regierung von Isaías Medina Angarita erkannte im August 1945 die Regierung von Josef Stalin an und ließ ihren Ambassador to the Court of St James’s sich in Moskau akkreditieren. Der Gesandtschaftsrat José Antonio Marturet und der Gesandtschaftssekretär Roberto Gabldón fungierten als Geschäftsträger in Moskau.
| Ernennung/Akkreditierung | Name                           | Bemerkungen | ernannt von            | akkreditiert während der Regierung von | Posten verlassen |
| ------------------------ | ------------------------------ | --- | ---------------------- | -------------------------------------- | ---------------- |
| Aug. 1945                | José Rafael Pocaterra          | Amtssitz London | Isaías Medina Angarita | Josef Stalin                           |                  |
| Aug. 1945                | José Antonio Marturet          | Geschäftsträger | Isaías Medina Angarita | Josef Stalin                           |                  |
| 18. Okt. 1945            | Roberto Gabaldón               | Geschäftsträger | Rómulo Betancourt      | Josef Stalin                           | Juni 1946        |
| 1946                     | José Nucete Sardi              | | Rómulo Betancourt      | Josef Stalin                           |                  |
| 1947                     | Luis Esteban Rey               | Geschäftsträger | Rómulo Betancourt      | Josef Stalin                           |                  |
| März 1971                | Regulo Burelli Rivas           | | Rafael Caldera         | Leonid Iljitsch Breschnew              |                  |
| 2. Juni 1972             | Ignacio Silva Sucre            | | Rafael Caldera         | Leonid Iljitsch Breschnew              |                  |
| 1980                     | Bernardo Bermúdez Briceño      | | Luís Herrera Campíns   | Leonid Iljitsch Breschnew              | 1986             |
| 1986                     | Ildegar Pérez Segnini          | 1959 – April 1961: Präsident des Instituto Agrario Nacional, 1964–1968: Gouverneur von Maracay (Partido Acción Democrática)                  | Jaime Lusinchi         | Andrei Andrejewitsch Gromyko           | Sep. 1986        |
| Dez. 1986                | Eduardo Soto                   | | Jaime Lusinchi         | Andrei Andrejewitsch Gromyko           | Sep. 1989        |
| Okt. 1989                | Jesús Eduardo Fernández        | | Carlos Andrés Pérez    | Michail Sergejewitsch Gorbatschow      |                  |
| 1998                     | José Francisco Sucre Figarella | war Botschafter in Rom, Warschau, Bern und den Vereinten Nationen sowie Präsident des Instituto Nacional de Cultura y Bellas Artes (Inciba). | Rafael Caldera         | Boris Nikolajewitsch Jelzin            |                  |
| 2003                     | Carlos Mendoza Pottellá        | | Hugo Chávez            | Wladimir Wladimirowitsch Putin         |                  |
| 8. Aug. 2005             | Alexis Rafael Navarro Rojas    | | Hugo Chávez            | Wladimir Wladimirowitsch Putin         |                  |
| 27. Feb. 2009            | Hugo José García Hernández     | Уго Хосе Гарсия Эрнандес | Hugo Chávez            | Dmitri Anatoljewitsch Medwedew         |                  |
| 30. Mai 2013             | Juan Vicente Paredes Torrealba | | Nicolás Maduro         | Dmitri Anatoljewitsch Medwedew         |                  |